# 스킨답서스

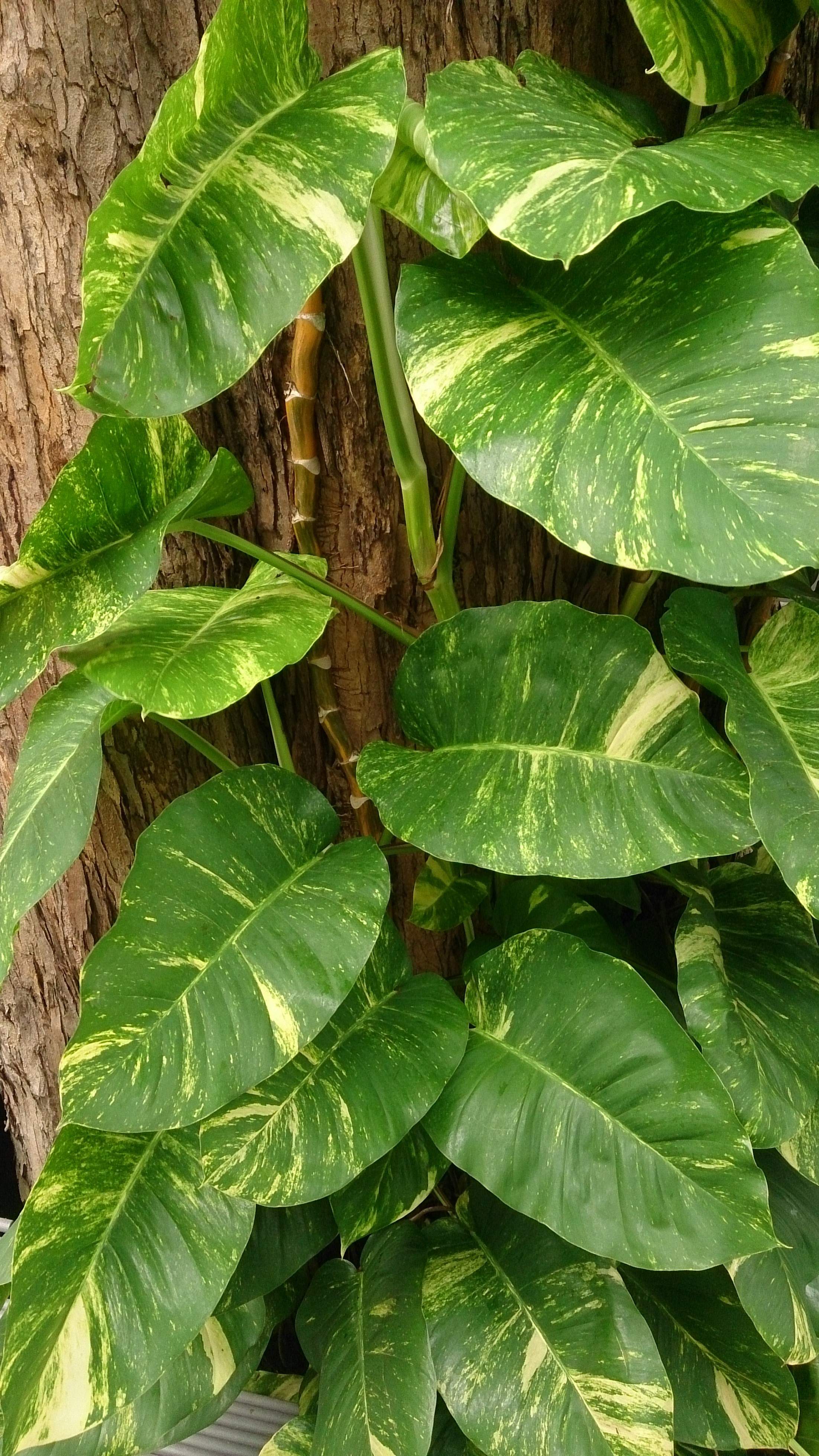
스킨답서스가 가진 큰 잎 면적

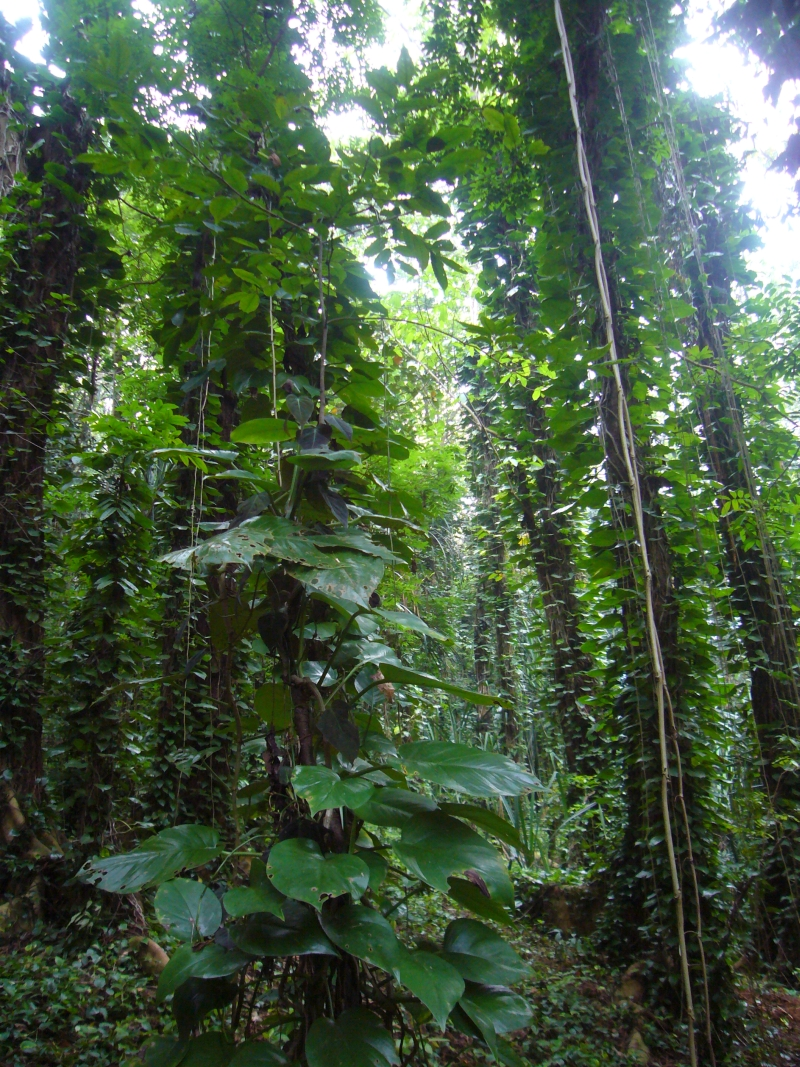
스킨답서스가 과대증식 한 모습 - Udawattakele 숲

스킨답서스(Epipremnum aureum, golden pothos, money plant)는 천남성과 종자에 속하는 속씨식물이다 (프랑스령 폴리네이사의 Mo'orea 화산섬에서 자생). 이 종은 온대(열대)지역에서 대중적인 실내 식물로 알려 져 있으나, 사람에 의해 전 세계 각지로 귀화 하여 열대 뿐만 아니라 아열대 지역의 숲에서도 자라게 되었다. 이렇게 해서 퍼진 지역은 북호주(northern Australia), 동남아시아, 인도, 파키스탄, 네팔, 방글라데시, 하와이, 그리고 서인도 제도가 있으며, 이들은 스킨답서스에 의해 현지의 생태계에 피해를 입힌 사례가 있다.
이 식물에는 다수의 일반적인 이름을 가졌으며, 금빛의 포토스(golden pothos), 사냥꾼의 의복 (hunter's robe), 아이비 아룸 (ivy arum), 머니 플랜트 (money plant), 은빛 포도나무 (silver vine), 솔로몬 제도의 담쟁이덩굴 (Solomon Islands ivy), 그리고 타로 바인 (taro vine) 등으로도 불린다. 또한 악마의 담쟁이덩굴 (devil's vine) 이나 악마의 포도나무 (devil's vine) 이라고 불리기도 하는데, 이는 스킨답서스가 가진 엄청난 생존력을 두고 부른 이름이라고 한다.

## 설명
스킨답서스는 상록수 담쟁이과(evergreen vine)로서 20미터(66피트) 크기에, 나뭇잎은 4cm (2 인치)의 지름을 가졌으며, 벽을 타며, 뿌리는 공중에 위치하고 있다. 나뭇잎들은 재기 각각의 모양을 지니고 있으며, 불규칙적으로 최대 100cm (39 인치)의 길이에 45cm의 넓은 면적을 가지는 경우도 있다. 어린 잎들은 아주 작으며, 전형적으로는 20cm 미만 (8 인치)의 길이를 가지고 있다. 꽃은 불염포의 23cm 길이까지 자란다. 스킨답서스는 나무들을 타고 오를 때 덩굴 줄기들을 생성하는데, 이들이 땅에 도달 할 경우, 뿌리를 내리면서 자라게 된다. 이 덩쿨 줄기들의 나뭇잎들은 최대 10cm (4인치) 길이까지 자라며, 이는 일반적으로 잘 재배된 스킨답서스 나무에서 보이는 모습이다.

## 재배 및 사용
기온이 온후한 지역에서는 집안에서 키우는 실내 식물로서도 잘 알려진 편이며, 품종에 따라서 잎들의 색은 흰색, 노란색, 또는 옅은 초록색의 다양한 것들이 있다. 주로 장식을 목적으로, 백화점 및 할인 매장, 사무실, 그 외 공공 장소에서 대중적으로 볼 수 있는데, 그 이유는 자주 관리를 하지 않아도 되는 데다가 커다란 나뭇잎들이 이목을 끌기 때문이다. 또한, 실내의 오염 물질들을 제거하는 대에도 효율적인데, 스킨답서스가 정화 가능한 것으로는 폼알데하이드, 자일렌, 그리고 벤젠이 있다. 이와 관련된 연구에 의하면, 해당 오염 물질의 분자가 클 수록 그 효과 또한 줄어든다는 결과가 나왔다. 적절한 영양 공급을 주기만 한다면, 실내 식물로서는 20m (66피트) 또는 그 이상으로 자랄 수 있다.
스킨답서스는 간혹 수족관에서도 쓰이며, 주로 수족관의 맨 위에 두며 뿌리가 물 속에서 자라도록 해주기도 한다. 이 재배 방법은 양쪽 식물이나 수족관에게 있어서도 유익한데, 이는 해당 식물이 질산염(nitrates)을 흡수하여 성장의 매체로 사용하기 때문이다.

## 유독성
스킨답서스는 "개나 고양이에게는 독이 된다" 고 미국 동물 학대 방지 협회(ASPCA)에 명시되어 있는데, 이는 해당 식물 내에 존재하는 용해되지 않는 결정속 때문이다. 따라서 애완동물들이 이를 섭취하지 않도록 주의가 필요하다. 증상은 구강 염증, 구토, 그리고 삼키는 것에 어려움을 호소하는 것으로 알려져 있다.

## 해당 식물로 인한 피해
열대우림 지역이고, 토착 식물로서 스킨답서스가 자생한 적이 없는데 유입이 될 경우엔, 유해종으로서 큰 위협이 될 수 있다. 스리랑가의 경우, 캔디(Kandy)의 우다왓타 캐래 신전에서 몇 헥타르 방면으로 무성하게 자라 있는 모습이 있다. 아무런 자연의 천적이 없는 지역일 경우에는 산림 지표면의 토양과 유기 퇴적물의 층인 임상층들이 지나치게 뒤덮이게 되며, 이는 생태계에 교란을 끼칠 수가 있다.

## 같이 보기
- Jade plant ("money tree" 로 불리기도 함)
- Annual honesty ("money tree" 로 불리기도 함)
- 골든포토스 (두산백과 - 네이버)